# 無敵情報員
《無敵降落傘要員》（韓語：무적의 낙하산 요원）是韓國SBS於2006年9月6日起播出的水木迷你連續劇，為《新進社員》續篇，講述一位失業青年崔強轉變成特級秘密情報員成功記的喜劇人生。

## 劇情簡介
因為沒錢沒背景，越來越悲慘的無業遊民崔強(文晸赫飾）。以總統的降落傘之姿進入大韓民國超特級秘密情報局。
一年來吃喝玩樂為業的'白手'崔強，向數百處發出了求職信，嘗試成為公司職員，然而得到的回答總是一模一樣。在那樣的漩渦中，弟弟崔善畢業後卻進入LK集團工作，成為家中的驕傲。鬱悶的崔強放棄了一般企業，而以別人都嘗試擠上的公務員考試來了個急轉彎！
考試當天在景福宮前的路口救了差點被轎車撞倒的老奶奶。差點撞倒老奶奶的轎車不是別人，正是總統的私家車。解除了總統和老奶奶的撞車事故危機的崔強拒絕了不說出案情的表彰狀。意識到他是為了對總統的大義而隱瞞自己善行的帥氣青年，並且了解到崔強因為事故而錯過了秘密情報局考試的情況。
總統便推薦他進秘密情報局，終于，崔強進入了魂牽夢縈的情報局…一系列的巧合由此發生。

## 演員陣容

### 主要人物
- 文晸赫 飾演 崔強
- 韓志旼 飾演 孔朱燕
- 申成宇 飾演 姜恩赫
- 尹智敏 飾演 愛麗絲陳

### 其他人物
- 尹柱相 飾演 局長
- 安吉強 飾演 梁壽吉
- 金容熙 飾演 李豐柱
- 趙香基 飾演 殷秀正
- 元泰希 飾演 李柱彬
- 崔正元 飾演 崔善
- 權基善 飾演 吳秀晶
- 李丙哲 飾演 權大治
- 成昌勳 飾演 李弘萬
- 閔智英 飾演 尹達琳
- 李炳俊 飾演 青瓦臺秘書室長
- 金藝玲
- 李幼梨
- 李基列
- 朴徽淳

## 其他搭配歌曲
- 台灣八大戲劇台版本 
  - 片頭曲：唐禹哲《愛在一起》 
  - 片尾曲：唐禹哲《愛我》

## 外部連結
- 韓國SBS官方網站 （页面存档备份，存于）
- 臺灣GTV官方網站（繁體中文）

| SBS 水木劇                                   | SBS 水木劇                                      | SBS 水木劇 |
| -------------------------------------------- | ----------------------------------------------- | ---------- |
|                                              | 無敵降落傘要員 （2006年9月6日 - 2006年11月2日） |            |
| 回來吧順愛 （2006年7月12日 - 2006年8月31日） | 戀人 （2006年11月8日 - 2007年1月11日）          |            |

| 臺灣 八大戲劇台 星期一至五 22:00-23:00        | 臺灣 八大戲劇台 星期一至五 22:00-23:00         | 臺灣 八大戲劇台 星期一至五 22:00-23:00 |
| --------------------------------------------- | ---------------------------------------------- | -------------------------------------- |
|                                               | 無敵情報員 （2007年10月26日 - 2007年11月22日） |                                        |
| 達子的春天 （2007年9月11日 - 2007年10月25日） | 順其自然 （2007年11月23日 - 2007年12月26日）   |                                        |